# فالنتين افين
فالنتين افين (بالفرنسية: Valentin Lavigne)‏ (4 يونيو 1994 بلوريان في فرنسا - ) هو لاعب كرة قدم فرنسي في مركز الوسط. شارك مع منتخب فرنسا تحت 20 سنة لكرة القدم. أما مع النوادي، فقد لعب مع ستاد لافال ونادي لوريان.

## روابط خارجية
- فالنتين افين على موقع قاعدة بيانات كرة القدم.إي يو (الإنجليزية)
- فالنتين افين على موقع ليكيب (الفرنسية)
- فالنتين افين على موقع Soccerway.com (الإنجليزية)
- فالنتين افين على موقع عالم كرة القدم.نت (الإنجليزية)
- فالنتين افين على موقع AS.com (الإسبانية)
- فالنتين افين على موقع GSA (الإنجليزية)